# Kühne Ede

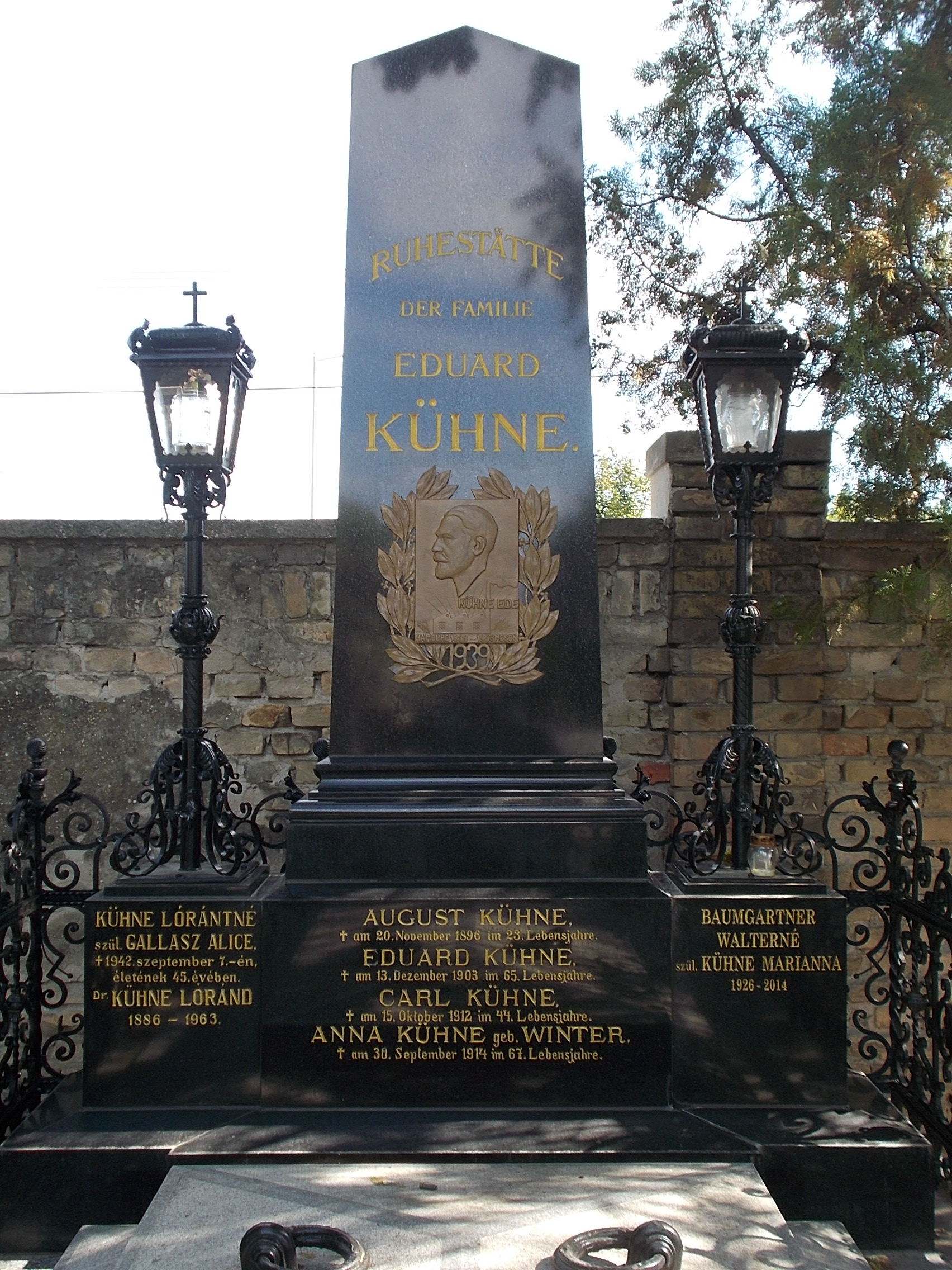
Kühne Ede családi sírboltja, Mosoni temető (Mosonmagyaróvár, 2017)

Kühne Ede (Hamburg, 1839. május 16. – Moson, 1903. december 13.) német származású gépgyáros, műszaki szakember.

## Élete
Apja, Eduard Kühne a Jacob Mayerrel Bochumban alapított Mayer&Kühne öntött acélárugyár társvállalkozó alapítója volt, amely később „Bochumer Verein fur Bergbau und Gußstahlfabrikation” néven részvénytársasággá alakult. Fiát, Edét apja gondos nevelésben részesítette Kölnben, de a család anyagi helyzetének változása miatt Berlinben egy gépgyárban rajzolói munkát kellett vállalnia. 1862-ben Odesszába ment, ahol szép beosztást ígértek neki, ha a mezőgazdasági gépek készítésében jártasságot szerez. Ezért valószínűleg ugyanebben az esztendőben Mosonba utazott, hogy a szükséges ismereteket a Pabst-Krauss műhelyben elsajátítsa. Az odesszai cég üzleti zavarai miatt végül nem állt náluk munkába, s már-már hazatérésre gondolt, amikor Krauss Frigyes megbetegedése miatt a műhely vezetése rámaradt. Ekkor kötelezte el magát a mezőgazdasági gépgyártás mellett. 1863 végén Pabst és Krauss a vállalkozást abbahagyta, s ekkor Kühne egy württembergi gazdától (Ludwig R.) a szükséges tőkét megszerezve, megvette a szerény keretek között működő műhelyt, amely „Kühne és Ludwig” néven futott tovább, s az átvétel után általában 10-20 munkást foglalkoztatott. A megingott vállalkozást végül csak a vetőgépekre profilírozva megszilárdították, s az 1865-ös budapesti és az 1866-os bécsi kiállításon termékeikkel már a legmagasabb elismerésben részesültek.  
1869-ben Kühne a vállalkozás egyedüli tulajdonosa lett. (A jogfolytonosságot a Pabst W. Henrik és Krauss Frigyes által 1856-ban alapított gépjavító és gépgyártó üzemhez vezette vissza). Gőzüzemre állította át gyárát, 1879-ben vasöntödét is épített, 1881-ben pedig Budapesten főraktárat létesített. Kiszélesítette ismét a gyártmányok skáláját: ekék, exstirpátorok, morzsolók, darálók, arató- és fűkaszálógépek, járgányok, magtisztítók, cséplők, rosták kerültek ki üzeméből. Szakértelme révén üzemét a század végére az ország egyik legnagyobb mezőgazdasági gépgyárává fejlesztette. 1887-re a Hungária Drill vetőgépből már 8000 darab került ki üzeméből, 1898-ban kiadott katalógusában pedig már 18 000 darabról írt. Temesváron, Debrecenben és Kaposváron üzletházakat és fiókraktárakat, számos magyar városban bizományi raktárakat tartott fenn. Gyártmányai sok elismerést szereztek neki az országos és nemzetközi kiállításokon és vásárokon. 
Kühne Ede puritán jellemű, egyszerű, törekvő ember és gondos családapa volt. Munkatársai szerették, az ő idejében nem volt a gyárban sztrájk. Alkalmazottai számára betegsegélyző- és nyugdíjintézetet létesített, sőt régi munkásainak lakóházakat is építtetett. Tagja volt Moson megye Törvényhatósági Bizottságának, alapítója a Mosoni Társaskörnek, a Mosonvárosi Takarékpénztárnak és a Mosoni Tűzoltó Egyletnek. 1878-ban a Ferenc József-rend lovagkeresztjével tüntették ki.
Élete 65. évében hunyt el, s végakaratához híven egyszerű fakoporsóban gyára asztalosműhelyében ravatalozták fel. Innen érckoporsóba tették át és munkásai vitték örökös nyughelyére, a mosoni temetőbe. Halála után fia, Károly vette át a gyár vezetését. Egykori gyára közelében teret neveztek el róla. Az általa alapított gyár ma ismét az ő nevét viseli.

## Jegyzetek

Kühne reklámok
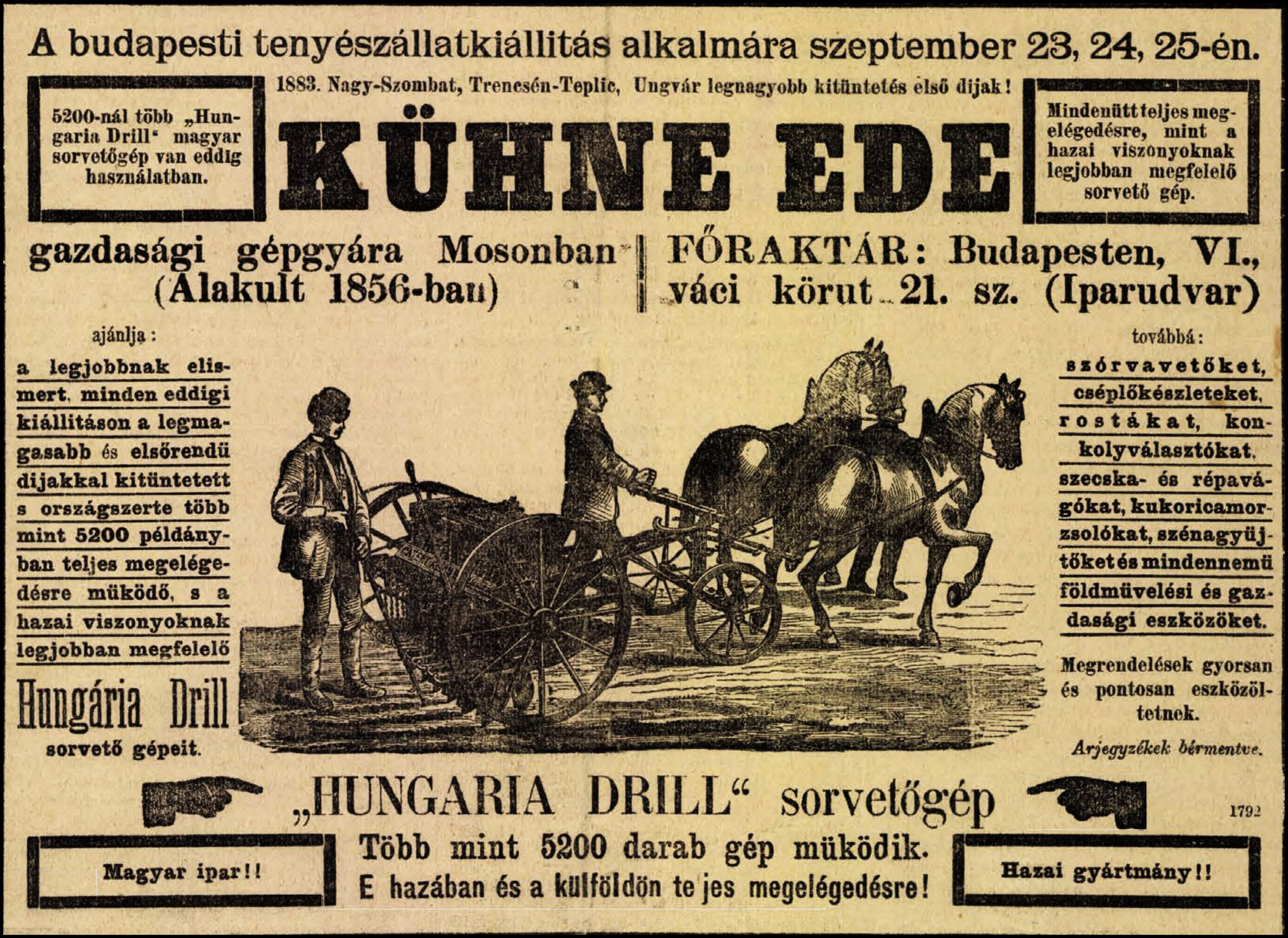
Budapesti Hírlap, 1883
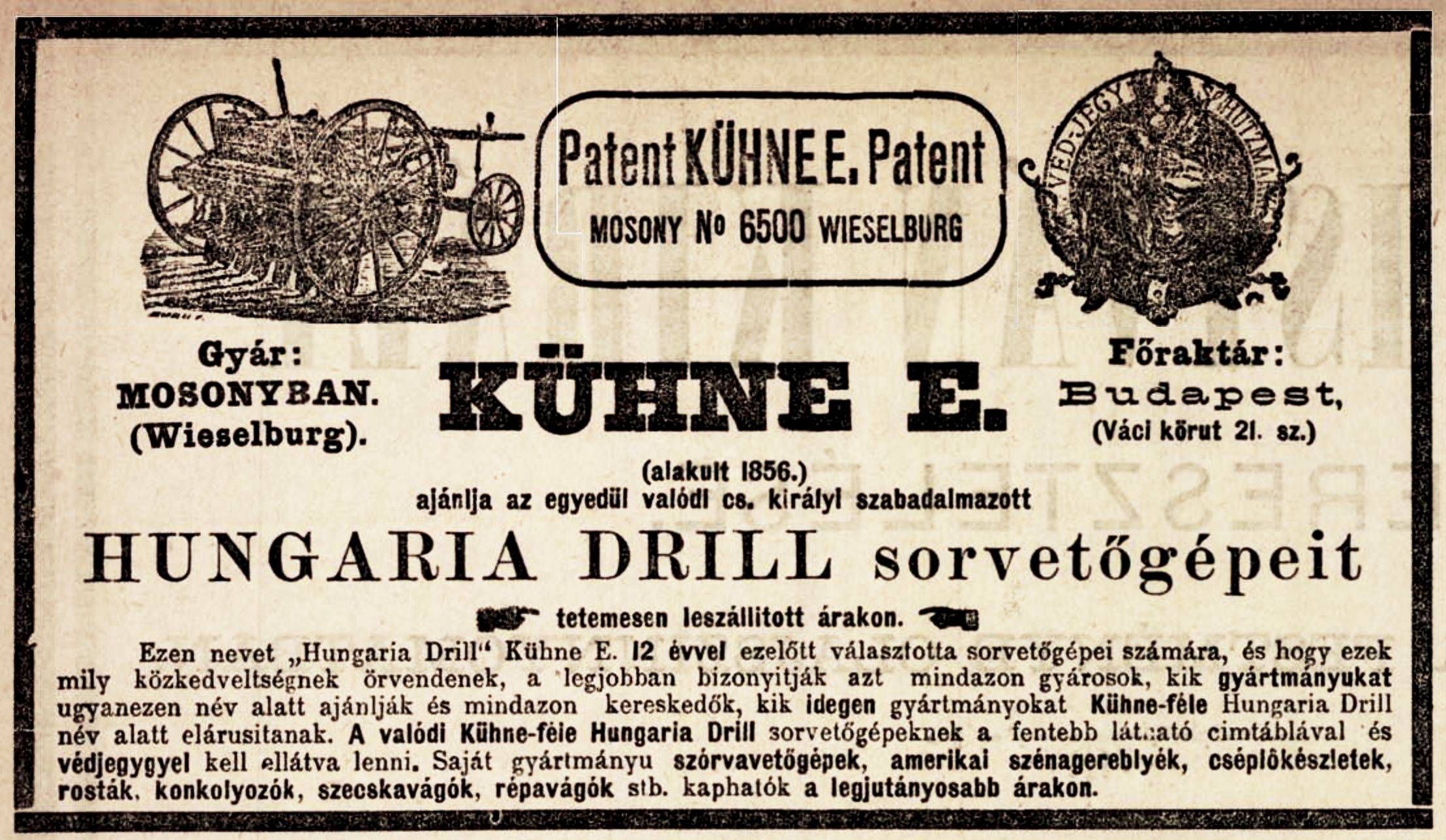
Pesti Hírlap, 1886
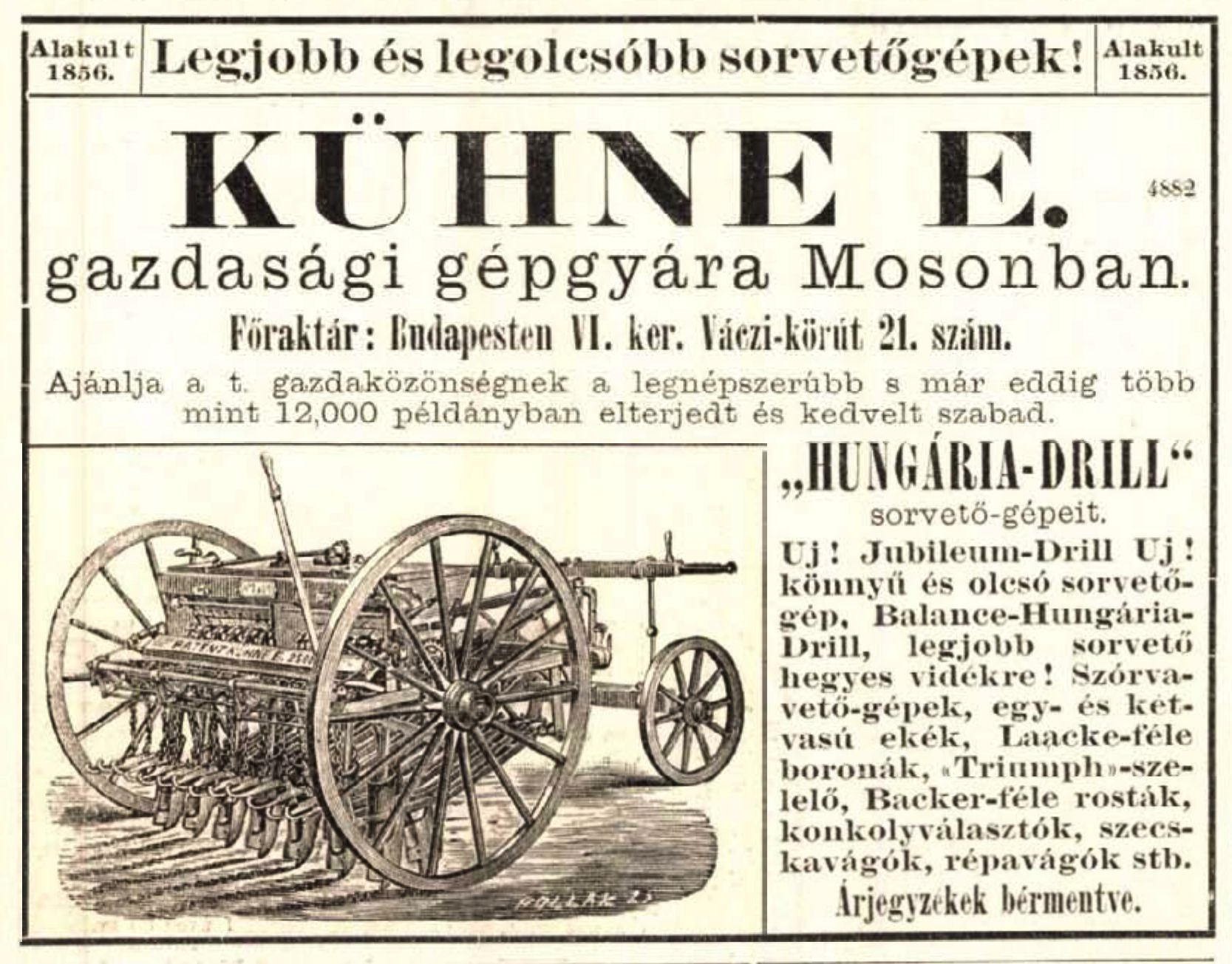
Vasárnapi Újság, 1892